# Enrico III di Głogów
Enrico III di Głogów, (in polacco Henryk III głogowski, in tedesco Heinrich III. von Glogau), (1251/1260 – 3 dicembre 1309), fu duca di Głogów dal 1274 fino alla sua morte e, inoltre, duca di parti della Grande Polonia.
Era uno dei figli (probabilmente il secondo) di Corrado I, duca di Głogów, avuto dalla prima moglie Salome, figlia del duca Ladislao della Grande Polonia.

## Biografia

### Primi anni
Poco si sa dei suoi primi anni di vita. Nel 1267 Enrico III partecipò alla canonizzazione della sua bisnonna Edvige di Andechs. Al momento della morte del padre, nel 1274, lui ei suoi fratelli sono ancora minorenni; per questo, la sua matrigna Sofia di Landsberg (vedova di suo padre) e il cancelliere Mikołaj presero la loro custodia. Poco dopo, vendettero le città di Bolesławiec e Nowogrodziec nad Kwisą all'Arcivescovo di Magdeburgo.

### Inizio della collaborazione con Enrico IV il Probo
La prima partecipazione di Enrico III all'arena politica fu nel 1277, quando insieme a Przemysł II della Grande Polonia prese parte a una spedizione armata contro suo zio Boleslao II il Calvo (Bolesław II Rogatka). Il viaggio fu provocato dall'atteggiamento del duca di Legnica Boleslao che, per ottenere concessioni territoriali, rapì il giovane Enrico IV ("il Probo")e lo imprigionò nel suo castello di Legnica. Enrico III e il re boemo Ottocaro II formarono una coalizione di principi slesiani per aiutare il duca prigioniero. Tuttavia, furono sconfitti nella battaglia di Stolec il 24 aprile 1277. Alla testa delle truppe di Legnica venne il figlio ed erede di Boleslao II, Enrico V il Grasso. Fu probabilmente qui che iniziarono i conflitti tra lui e Enrico V, che in seguito causarono grandi problemi al Duca di Legnica.

### Caduta del re Ottocaro II e divisione del ducato di Głogów
Un anno dopo Enrico III partecipò alla grande battaglia di Marchfeld (26 agosto 1278), dove il re Ottocaro II fu sconfitto e ucciso. Nello stesso anno Enrico III fu costretto a dividere le sue terre con i suoi fratelli: conservò le principali città del Ducato - Głogów, Bytom Odrzański e Kożuchów-; Corrado II il Gobbo ottenne Ścinawa e Przemko ricevette Żagań e Nowogród Bobrzański; poco dopo Corrado II andò a studiare a Bologna, e Enrico IV il Probo prese le sue terre; con questo, il sovrano di Breslavia mostrava le sue intenzioni di estendere la sua sovranità a tutti gli altri principi di Głogów e ai governanti della Slesia.

### Influenza di Enrico IV il Probo sulla Slesia
Nel 1281 Enrico III, insieme a Enrico V il Grasso e a Przemysł II della Grande Polonia, furono invitati da Enrico IV il Probo a un incontro a Sądowel. Il duca di Breslavia infranse la legge dell'ospitalità e catturò i tre Duchi. Enrico IV li liberò solo dopo che loro riconobbero la sua supremazia. Sebbene l'accordo fosse stato concluso sotto costrizione, esso resistette alla prova del tempo e negli anni successivi, Enrico III, insieme a suo fratello Przemko fu tra gli stretti collaboratori del Duca di Breslavia nel suo grande conflitto politico con Tommaso II, vescovo di Breslavia. La fedeltà a Enrico IV il Probo fece sì che il signore di Głogów venisse scomunicato due volte. Fu solo dopo la morte di Enrico IV che i rapporti di Enrico III con il clero tornarono alla normalità.

### La morte di Enrico IV e l'esecuzione della sua volontà
La stretta collaborazione tra Enrico III e Enrico IV il Probo fu evidente quando a Krosno Odrzańskie l'11 gennaio 1288 Enrico III fu nominato cavaliere dal Duca di Breslavia. La principale prova della sottomissione del duca di Głogów fu dopo la morte del fratello Przemko il 26 febbraio 1289: il suo ducato di Ścinawa fu annesso da Enrico IV senza alcuna protesta da parte di Enrico III. Tuttavia, un anno dopo, il 23 giugno 1290, Enrico IV il Probo morì improvvisamente, probabilmente avvelenato, un evento che compromise seriamente l'ulteriore carriera del Duca di Głogów. Nel suo testamento, il moribondo duca di Breslavia lasciò Enrico III come suo principale erede. Tuttavia, i cavalieri e i borghesi di Breslavia avevano altri piani e un mese dopo (metà luglio 1290) costrinsero Enrico III a fuggire. Come nuovo sovrano, i ribelli invitarono il duca Enrico V il Grasso di Legnica a prendere il governo. Le ragioni della rivolta di Breslavia erano sconosciute, ma forse il duro governo di Enrico III era un fattore decisivo. In ogni caso, Enrico III rifiutò di accettarlo e dichiarò immediatamente guerra a Enrico V.

### Guerra contro Enrico V il Grasso
Poco dopo aver preso il controllo di Breslavia, Enrico V il Grasso costrinse il duca di Głogów a rinunciare a tutte le sue pretese sui territori contesi di Chojnów, Boleslawiec, Gościszów, Nowogrodziec, Ścinawa, Wińsko, Syców, Uraz, Trzebnica, Milicz e Sądowel. Tuttavia, Enrico III riuscì a recuperare Ścinawa poco dopo.
Entrambe le parti rapidamente iniziarono a trovare alleati che li avrebbero supportati nella guerra. Enrico III firmò un trattato con la Casata di Wettin, rafforzando questa alleanza sposando la figlia del duca Alberto I di Brunswick-Lüneburg, Matilda (marzo 1291). Ulteriori alleati furono Otto IV, Margravio di Brandenburg-Stendal e Przemysł II della Grande Polonia. Con quest'ultimo Enrico III entrò in un accordo in base al quale se Przemysł II moriva senza eredi maschi, il Duca di Głogów avrebbe ereditato le sue terre. Nel frattempo, Enrico V il Grasso ottenne il sostegno del re Venceslao II di Boemia.
Il dominio di Enrico V su Breslavia era estremamente conservatore e si scontrò con alcuni oppositori politici della nobiltà. Uno di loro, Pakosław Zdzieszyca, fu condannato a morte con l'accusa di omicidio. La vendetta del figlio di Pakosław, Lutka, fu impressionante: l'11 novembre 1293 catturò Enrico V e lo consegnò a Enrico III, che lo mise in una gabbia di ferro per quasi sei mesi. Enrico V ottenne la libertà solo dopo aver consegnato le città di Namysłów, Bierutów, Oleśnica, Kluczbork, Byczyna, Wołczyn, Olesno, Chojnów e Bolesławiec (quasi un terzo delle terre di Enrico IV) con le rispettive fortezze di Enrico III, pagando un riscatto di 30.000 pezzi d'argento e promettendo di assistere il Duca di Głogów per i prossimi cinque anni in tutte le sue guerre.

### La morte di Przemysł II e la successione sulla Grande Polonia
L'8 febbraio 1296 il Duca della Grande Polonia e dal 1295 re di Polonia Przemysł II fu assassinato. L'alleanza tra Grande Polonia e Głogów era terminata intorno al 1293, quando Przemysł II aveva attaccato il Duca di Cuiavia Ladislao I il Breve. A causa di ciò, la nobiltà della Grande Polonia scelse Ladislao I per succedere a Przemysł II a Poznań, nonostante le rivendicazioni di Enrico III, il quale riteneva che il trattato firmato con Przemysł II nel 1290 fosse ancora valido e, di conseguenza, di essere il suo unico erede (Przemysł si era sposato tre volte ma aveva lasciato solo una figlia dal suo secondo matrimonio, Richeza).
Enrico III e Ladislao I conclusero rapidamente un accordo il 10 marzo 1296 a Krzywin, sotto il quale il Duca di Głogów ottenne tutte le terre dal sud del fiume Obra. Nello stesso tempo Ladislao I designò il figlio maggiore di Enrico III, Enrico IV il Fedele come suo erede su Poznań, e, in caso di sua morte senza problemi maschili, su tutta la Grande Polonia.

### Guerra contro Bolko I il rigoroso
Il motivo per cui Enrico III fece grandi concessioni a Ladislao I nel trattato del 1296 fu la sconfitta subita da Bolko I il Severo, Duca di Jawor. Quando Enrico III rimase a Krzywin, Bolko I prese Chojnów e Boleslawiec. Nel marzo del 1297, con la mediazione del re Venceslao II di Boemia, fu fatto un accordo a Zwanowice; il Duca di Głogów riuscì a fare una tregua con il Duca di Jawor, ma fu costretto a rinunciare ai suddetti distretti.

### Rapporti con il re Venceslao II di Boemia
Alla fine del 1290 Enrico III poté migliorare i suoi rapporti con il re Venceslao II di Boemia (ad esempio, fu presente a Praga all'incoronazione di Venceslao II nel 1297) ma i suoi rapporti con Ladislao I il Breve si deteriorarono, e alla fine scoppiò una guerra. Nel giugno del 1298, a Kościan (e nonostante l'opposizione della nobiltà della Grande Polonia con il vescovo di Poznań Andrzej Zaremba alla loro testa) Enrico III e Ladislao I firmarono un nuovo trattato, in base al quale in cambio del riconoscimento della chiesa e dell'inclusione in un futuro "Regno" della funzione di cancelliere, Enrico III promise assistenza a Ladislao I per completare la sottomissione totale della Grande Polonia, la Pomerania Orientale e in questo modo ottenere la corona reale. Il conflitto tra i Duchi Piast fu usato dal re Venceslao II. Nel villaggio di Klęka, il 23 agosto 1299, fu concluso un accordo in base al quale Enrico III fu costretto ad abbandonare definitivamente le sue pretese su tutta la Grande Polonia.

### Controversie con il vescovo Jan Romka e Corrado II il Gobbo
Enrico III accettò immediatamente l'intervento del re di Boemia, perché era impegnato nel proprio ducato con le sue dispute con il vescovo di Breslavia Jan Romka. Il conflitto fu causato dal ducato di Żagań, che, in precedenza appartenuto al fratello minore Corrado II il Gobbo, era stato preso da Enrico III nel marzo del 1299, quando Corrado II era stato scelto come patriarca di Aquileia. Quando Corrado II era tornato a Żagań, Enrico III non aveva voluto restituirgli il ducato, amministrato durante l'assenza di Corrado. Anche dopo l'intervento dei vassalli e della Chiesa, Enrico III rifiutò di concedere a Corrado II il suo ducato. Il vescovo Jan Romka lo scomunicò e sostenne le richieste di Corrado II. La lotta con la chiesa fu risolta solo il 24 aprile 1300 confermando la vittoria del vescovo e la restituzione di Żagań a Corrado II.

### Aumento del potere di Enrico III. Adozione del titolo "Erede del Regno di Polonia"
Il duca di Głogów non aveva intenzione di rinunciare alle sue pretese sull'eredità della Grande Polonia, come è stato dimostrato nel 1301, quando adottò il titolo: "Erede del regno polacco, duca di Slesia, Głogów e Poznań" (in polacco: "dziedzic Królestwa Polskiego, książę Śląska, pan Głogowa i Poznania"). Ciò provocò presto un conflitto armato con il re di Boemia e ora anche di Polonia Venceslao II. Il pericolo per Enrico III aumentò soprattutto dopo il 1301, quando il Re di Boemia assunse la custodia dei figli di Enrico V il Grasso, questo dopo la morte del 9 novembre 1301 del loro zio Bolko I il Severo. Nonostante la delicata situazione, la guerra non si verificò perché Venceslao II era impegnato nei suoi tentativi di ottenere la corona ungherese per suo figlio. La morte di Venceslao II nel 1305 e l'assassinio di suo figlio e successore Venceslao III l'anno successivo favorirono le opportunità di Enrico III sulle sue pretese nella Grande Polonia. La morte di suo fratello Corrado II, l'11 ottobre 1304, facilitò ulteriormente la situazione di Enrico III, perché poté annettere il ducato di Żagań senza inconvenienti e riunificò anche l'intero ducato di Głogów sotto il suo dominio.

### Pretese sulla Grande Polonia. Acquisizione di parti dall'eredità di Przemysł II
Nella primavera del 1306, Enrico III poté avanzare oltre il confine della Grande Polonia-Cuiavia (Konin) e Pomerania Orientale, costringendo Ladislao il Breve a ritirarsi. Kalisz resistette alle pretese del Duca di Głogów ma questi fu in grado di ottenerlo nel 1307 dal suo sovrano, il Duca Boleslao III il Prodigo (il figlio maggiore di Enrico V il Grasso), che aveva anche un diritto su tutta l'eredità di Venceslao (come marito della figlia minore Margareta); alla fine, tutta la Grande Polonia fu presa dal Duca di Głogów. Ben presto Enrico III e il nuovo re di Boemia Enrico di Carinzia formarono un'alleanza contro gli ambiziosi piani di Boleslao III.

### Politica interna
Per quanto concerne la politica interna, Enrico III poté mantenere il suo ducato lontano dalle guerre in cui era costantemente coinvolto e, di conseguenza, l'economia migliorò e con ciò aumentò il prestigio e la ricchezza di Głogów. Enrico III introdusse anche riforme amministrative e monetarie che interessarono non solo i cittadini ma anche la sua corte e la nobiltà. Inoltre fondò più di una dozzina di centri urbani (come Góra, Wąsosz, Polkowice, Twardogóra, Sulechów, Zielona Góra, Lubin, Przemęt e Kościan).
Nei suoi rapporti con la Chiesa, Enrico III fu un generoso benefattore. Durante il suo governo vennero fondati diversi monasteri e chiese parrocchiali. Il Duca di Głogów fu anche protettore di molti artisti, che si riflette nella costruzione delle lapidi di Enrico IV il Probo, Boleslao I l'Alto, i suoi fratelli e parenti, nella Collegiata di Głogów e di Przemysł II nella Cattedrale di Poznań.

### Morte e successione
Enrico III morì il 9 dicembre 1309 e fu sepolto nella chiesa cistercense di Lubiąż. I suoi cinque figli: Enrico IV, Corrado I, Jan, Boleslao e Przemko, presto divisero tra loro l'eredità di suo padre e portarono al declino il ducato. Inoltre, questa frammentazione politica, visibile soprattutto nella regione della Grande Polonia, spaventava la nobiltà locale, che pensava che forse avrebbero rischiato di perdere le loro posizioni. Alla fine, Ladislao I il Breve fu in grado di conquistare tutta la Grande Polonia nel 1314.

## Matrimonio e discendenza
Nel marzo del 1291, Enrico III sposò Matilda (nata nel 1276 - morta il 26 aprile 1318), figlia di Alberto I, duca di Brunswick-Lüneburg. Ebbero nove figli:
- Enrico IV il Fedele (nato nel 1292 - morto il 22 gennaio 1342).
- Corrado I (nato nel 1294 - morto il 22 dicembre 1366).
- Boleslao (nato nel 1295 circa - morto prima del 23 aprile 1321).
- Agnese (nata nel 1296, morta il 25 dicembre 1361), sposò dapprima il 18 maggio 1309 Ottone III, Duca di Baviera e poi nel 1329 il Conte di Hals ad Alram.
- Salome (nata nel 1297 - morta prima del 9 dicembre 1309).
- Jan (nato nel 1298 - morto il 19 maggio 1365).
- Katharina (nata intorno al 1300 - morta il 5 dicembre 1323/1326), sposata prima del 24 marzo 1317 a Giovanni V, margravio di Brandeburgo-Salzwedel e poi dopo il 27 gennaio 1319 a Giovanni III, conte di Holstein-Plön.
- Przemko II (nato nel 1305 - morto l'11 gennaio 1331).
- Hedwig (nata nel 1308 - morta prima del dicembre 1309).

Nel suo testamento, Enrico III lasciò Głogów a sua moglie, che governò fino alla morte.

## Ascendenza
|                      |                |                                  | Genitori               |  |  | Nonni |  |  | Bisnonni            |  |  | Trisnonni         |  |
|                      |                |                                  |                        |  |  |       |  |  | Enrico I il Barbuto |  |  | Boleslao I l'Alto |  |
|                      |                |                                  |                        |  |  |       |  |  | Enrico I il Barbuto |  |  | Boleslao I l'Alto |  |
|                      |                | Kristina                         |                        |  |  |       |  |  | Enrico I il Barbuto |  |  |                   |  |
| Enrico II il Pio     |                |                                  |                        |  |  |       |  |  | Enrico I il Barbuto |  |  |                   |  |
|                      |                | Edvige di Andechs                | Bertoldo IV d'Andechs  |  |  |       |  |  |                     |  |  |                   |  |
|                      |                | Edvige di Andechs                | Bertoldo IV d'Andechs  |  |  |       |  |  |                     |  |  |                   |  |
|                      |                | Edvige di Andechs                | Agnese di Rochlitz     |  |  |       |  |  |                     |  |  |                   |  |
| Corrado I di Slesia  |                | Edvige di Andechs                |                        |  |  |       |  |  |                     |  |  |                   |  |
|                      |                | Ottocaro I di Boemia             | Vladislao II di Boemia |  |  |       |  |  |                     |  |  |                   |  |
|                      |                | Ottocaro I di Boemia             | Vladislao II di Boemia |  |  |       |  |  |                     |  |  |                   |  |
|                      |                | Ottocaro I di Boemia             | Giuditta di Turingia   |  |  |       |  |  |                     |  |  |                   |  |
| Anna di Boemia       |                | Ottocaro I di Boemia             |                        |  |  |       |  |  |                     |  |  |                   |  |
|                      |                | Costanza d'Ungheria              | Béla III d'Ungheria    |  |  |       |  |  |                     |  |  |                   |  |
|                      |                | Costanza d'Ungheria              | Béla III d'Ungheria    |  |  |       |  |  |                     |  |  |                   |  |
|                      |                | Costanza d'Ungheria              | Agnese d'Antiochia     |  |  |       |  |  |                     |  |  |                   |  |
| Enrico III di Głogów |                | Costanza d'Ungheria              |                        |  |  |       |  |  |                     |  |  |                   |  |
|                      | Odon di Poznań | Miecislao III di Polonia         |                        |  |  |       |  |  |                     |  |  |                   |  |
|                      | Odon di Poznań | Miecislao III di Polonia         |                        |  |  |       |  |  |                     |  |  |                   |  |
|                      | Odon di Poznań | Elisabetta d'Ungheria            |                        |  |  |       |  |  |                     |  |  |                   |  |
| Ladislao Odonic      | Odon di Poznań |                                  |                        |  |  |       |  |  |                     |  |  |                   |  |
|                      |                | Viacheslava Yaroslavna di Halych | …                      |  |  |       |  |  |                     |  |  |                   |  |
|                      |                | Viacheslava Yaroslavna di Halych | …                      |  |  |       |  |  |                     |  |  |                   |  |
|                      |                | Viacheslava Yaroslavna di Halych | …                      |  |  |       |  |  |                     |  |  |                   |  |
| Salomea Odonicówna   |                | Viacheslava Yaroslavna di Halych |                        |  |  |       |  |  |                     |  |  |                   |  |
|                      |                | …                                | …                      |  |  |       |  |  |                     |  |  |                   |  |
|                      |                | …                                | …                      |  |  |       |  |  |                     |  |  |                   |  |
|                      |                | …                                | …                      |  |  |       |  |  |                     |  |  |                   |  |
| Hedvika              |                | …                                |                        |  |  |       |  |  |                     |  |  |                   |  |
|                      |                | …                                | …                      |  |  |       |  |  |                     |  |  |                   |  |
|                      |                | …                                | …                      |  |  |       |  |  |                     |  |  |                   |  |
|                      |                | …                                | …                      |  |  |       |  |  |                     |  |  |                   |  |
|                      |                | …                                |                        |  |  |       |  |  |                     |  |  |                   |  |